# Тимино (Роксомский сельсовет)
Тимино — деревня в Вашкинском районе Вологодской области.
Входит в состав Роксомского сельского поселения, с точки зрения административно-территориального деления — в Роксомский сельсовет.
Расстояние по автодороге до районного центра Липина Бора — 26,5 км, до центра муниципального образования деревни Парфеново — 0,5 км. Ближайшие населённые пункты — Васютино, Мыс, Никольская, Парфеново, Сальниково, Сухоежино.
По переписи 2002 года население — 29 человек (13 мужчин, 16 женщин). Преобладающая национальность — русские (97 %).